# اللغة الأوجلية
اللغة الأوجلية لغة أمازيغية شرقية مهددة بالانقراض  يتحدث بها سكان واحة أوجلة. يتحدث سكان هذه الواحة باللغة الأمازيغية التي يعتبرونها جزء من هويتهم الثقافية.